# النشيد الشريف
النشيد الشريف هو النشيد الوطني الرسمي للمغرب منذ الاستقلال عن الحماية سنة 1956. كتبه علي الصقلي الحسيني ولحنه ليو مورغان.

## قصة النشيد الوطني المغربي
النشيد الوطني المغربي كتبه علي الصقلي الحسيني ولحنه ليو مورغان. هو النشيد الوطني الرسمي للمغرب منذ الاستقلال عن الحماية سنة 1956. كان النشيد الوطني المغربي عبارة عن لحن موسيقي فقط دون كلمات إلى غاية 1970.
حين تأهل منتخب كرة القدم لكأس العالم بالمكسيك، كأكبر محفل عالمي تعزف فيه الأناشيد الوطنية آنذاك، أمر الملك الراحل الحسن الثاني الكاتب علي الصقلي الحسيني بكتابة كلمات النشيد الوطني بالحفاظ على نفس اللحن ليردده اللاعبون بالمكسيك أثناء عزف النشيد.

## الكلمات
كلمات النشيد الوطني المغربي، كتبها الشاعر المغربي علي الصقلي الحسيني على لسان مواطن يخاطب وطنه: